# 행성의 거주 가능성

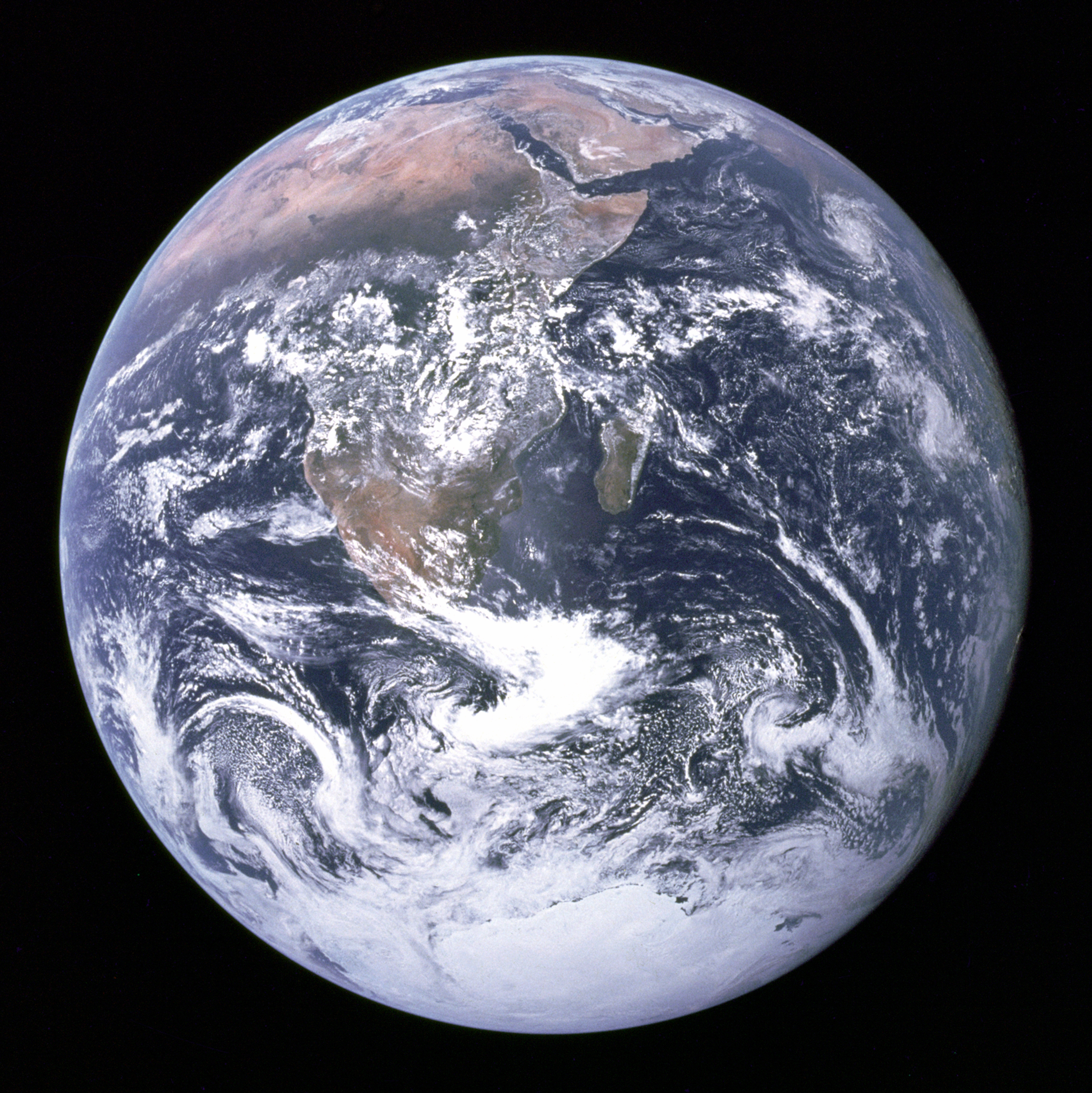
지구는 인간이 밝혀 낸 지금 까지의 지식에 따르면 유일하게 생명체를 품고 있는 천체이기 때문에 생명체 거주 가능성은 지구의 조건들을 연구하여 추론한다.

행성 거주 가능성(行星 居住 可能性, 영어: planetary habitability)은 행성 또는 자연 위성에 생명체가 자라나고 유지될 수 있는 가능성을 측정하는 것이다. 또한 지구 밖에 살고 있는 외계 생명체의 존재는 현재 알려져 있지 않기 때문에, 행성 거주 가능성은 전적으로 지구의 조건들(단세포 생물 뿐 아니라 복잡한 다세포 생명체를 탄생시켰다.) 및 태양과 태양계의 특징들에 의거하여 예상하고 있다. 이 범주에 속하는 연구 및 이론들은 행성과학 및 한참 성장하는 중인 우주생물학의 일부분이다.
생명이 살아가는 데 있어 절대적으로 필요한 것은 에너지원이다. 행성 거주가능성 가설에 따르면 어떤 천체에 생명체가 생겨나려면 다양한 지구물리학, 지구화학, 천체물리학적 조건들이 동시에 만족되어야 한다. 미국 항공 우주국은 생명체가 태어나기 위한 기본적 조건을 “복잡한 유기 분자가 결합되기에 적합한 조건인 액체 물이 존재함과 동시에, 물질 대사를 가능케 해 주는 에너지원을 공급받을 수 있는 곳.”이라고 정의했다.
생명체 거주 가능성을 판단하는 데에는 조성, 궤도, 대기, 가능한 화학반응 등이 고려대상이 된다. 모항성 역시 질량, 광도, 낮은 변광 정도, 높은 금속원소함량 등의 조건을 갖추어야 한다. 지구와 비슷한 화학조성을 가지는 지구형 행성 또는 이와 비슷한 위성들이 일단 중점적으로 탐사, 연구되고 있지만, 지구와는 다른 생 화학이나 다른 형태의 천체에 대한 이론적 추정이 행해지기도 한다.
사람들은 오래 전 부터 지구 외의 다른 행성에도 생명체가 있을 것이라는 생각을 하고 있었다. 역사적으로 이 발상은 물리 과학 및 철학에 의해 정립되었다. 20세기 말 해당 학문 분야에 큰 발전이 있었다. 태양계 천체에 로봇 탐사선을 보내어 관찰한 결과 생명체 거주 가능성의 범주를 정의하는 데 결정적인 정보들을 얻었으며, 지구와 이들 타 천체들 사이를 지구 물리학적으로 자세하게 비교할 수 있게 되었다. 1990년대 초부터 외계 행성의 발견이 가속화되면서, 외계 생명체의 존재 가능성을 가늠할 수 있는 정보를 얻게 되었다. 가장 중요한 사실은, 태양만이 행성을 거느리고 있는 존재가 아님을 알게 되었으며 우리 태양계 너머로 생명체 존재 가능성 연구의 지평을 확장했다는 것이다.

## 적당한 항성계
행성 거주가능성에 대한 이해는 항성으로부터 시작된다. 지구와 크기가 비슷한 암석 천체는 흔할 수 있지만, 그 천체가 생명체를 품으려면, 행성을 거느리는 항성이 생명체가 탄생하는 데 있어 우호적인 조건을 제공해야 한다. SETI 프로젝트 피닉스의 후원 아래 마가렛 턴불과 질 타터는 2002년 'HabCat'(생명체 거주 가능한 항성계 성표)을 완성했다. 이 성표는 히파르코스 성표에 수록된 12만 개의 별들 중 생명체가 있을 것으로 생각되는 항성계 1만 7천 개를 추려 낸 것이다. 이들을 선택한 기준은 행성에 생명체가 자라나기 위해 어떤 천체물리학적 요인들이 필요한지에 대해 설명해 주고 있다.

### 분광형
한 항성의 분광형은 표면 온도에 의해 결정되는데, 표면 온도는 질량이 커질수록(단, 주계열성일 경우에 한하여) 올라간다. '생명체를 거느릴 수 있는 별'의 후보로는 '차가운 F형'에서 G형을 거쳐 '뜨거운 K형'까지가 거론되고 있다. 여기에 해당되는 광구 온도 범위는 대략 6300 켈빈 남짓에서 시작하여 5100 켈빈 정도까지이다. 태양은 G2형의 주계열성이며 이 범위 내에 자리 잡고 있다. 여기에 속하는 '중간 질량의 별들'은 행성에 생명체가 살 수 있게 하는 여러 중요한 특징들을 갖고 있다. 자세한 것은 다음과 같다.
- 수명은 적어도 수십억 년이기 때문에 생명체가 진화하기에 충분한 시간을 제공한다. 이들보다 더 뜨거운 O, B, A형 항성들은 10억 년 미만밖에 살지 못하기 때문에, 생명체가 진화할 시간을 주지 않고 행성 생태계를 파괴할 것이다.[5]
- 행성 대기에 오존을 형성할 정도로 충분한 양의 자외선 복사가 이루어지지만, 동시에 그 양이 너무 많아서 원시 생명체를 죽여서는 안 된다.[6]
- 행성이 모항성으로부터 적당히 떨어져 있어 조석 고정이 발생하지 않는다면 행성 표면에 액체 물이 존재할 수 있다. 이런 점에서 K형 주계열성들은 우리 태양과 같은 G형보다 더 오랫동안 액체 물이 존재할 조건을 만들어 준다.[7]

이 조건을 만족하는 항성 분광형은 우리 은하에 있는 별들 중 약 5 ~ 10 퍼센트 정도를 차지하고 있다. 그런데 이보다 차가운 K 및 M형 적색 왜성들이 생명체를 품을 수 있느냐의 여부는 이들의 수효를 생각한다면 아마도 행성 거주가능성 연구영역에서 가장 중요한 의문사항일 것이다. 슈퍼지구로도 불리는 글리제 581 c는 적색 왜성 주위의 생물권 내를 공전하고 있으며, 액체 물이 존재할 가능성도 있다. 대신 온실 효과 때문에 이 행성은 너무 뜨거워서 생명체가 살 수 없을 것이다. 대신 c에서 가까운 이웃 행성 글리제 581 d가 실제로 생명체가 자라나기에 더 적합한 환경으로 보인다.

### 안정적인 생물권
생물권은 어떤 항성 주위를 도는 행성 표면에 액체 물이 존재할 수 있는 범위를 나타내는 가상의 영역이다. 지구 생태계에 미치는 중요함을 고려하면, 생명체 존재에 에너지원 다음으로 중요한 것은 액체 물이다. 이는 물에 의존하는 종 위주로 생각한 일종의 편견일 가능성이 있으며 만약 물 없는 환경에서 생명이 발견된다면(예로 액체 상태 암모니아 용매), 생물권의 개념은 크게 확장될 것이다.
'안정적인' 생물권이 형성되려면 두 가지 조건이 만족되어야 한다. 첫째로 생물권 범위는 항성의 수명주기 전반에 걸쳐 크게 변하지 않아야 한다. 모든 항성들은 나이를 먹으면서 밝기가 증가하며 이에 따라 생물권은 시간이 흐르면서 항성에서 먼 곳으로 이동한다. 만약 생물권의 이동 속도가 너무 빠를 경우(예를 들면 질량이 매우 큰 초거성을 들 수 있다) 행성이 생물권 내에 머무를 수 있는 시간은 매우 짧을 것이며 생명체가 태어나고 진화할 시간은 없을 것이다. 다만 탄소 순환과 같은 부정적 피드백은 어머니 항성이 뜨거워져도 그것을 상쇄하는 효과를 갖고 있다. 이러한 변수를 고려하면 생물권 범위 및 그것이 장기간에 걸쳐 어떻게 이동하는가를 계산하는 것은 간단한 문제가 아니다.
둘째로 가스 행성처럼 질량이 큰 행성이 생물권 내 또는 근처에 있어서는 안 된다. 이렇게 무거운 천체는 지구 비슷한 행성이 생겨나는 것을 방해한다. 예로 소행성대 천체들은 목성과의 공명 때문에 행성으로 뭉치지 못한 것으로 보인다. 만약 금성과 화성 궤도 사이에 가스 행성이 있었다면 지구는 지금 질량 수준으로 커지지 못했을 것이다. 다만, 생물권 내에 있는 가스 행성 주위에 생명체가 살 만한 거대한 위성이 존재할 가능성은 있다.
태양계 구조는 크게 안쪽의 암석 행성들과 바깥쪽의 가스 행성들로 나뉜다. 그런데 외계 행성들을 발견하면서 태양계 외 행성계의 구조를 분석한 결과 우리 태양계와 같은 모양은 흔하지 않을 수도 있음을 알게 되었다. 수많은 목성 크기 천체들은 어머니 항성 바로 옆을 돌고 있었는데 이론대로라면 이들은 공전궤도 근처에 있던 생명이 탄생할 만한 행성들의 궤도를 망가뜨렸을 것이다. 그러나 외계 행성에 대한 최근 자료들은 뜨거운 목성 위주로 치우친 경향이 있는데 그 이유는 이들은 발견하기 쉽기 때문이다. 따라서 우리 태양계와 같은 구성 형태가 우주에서 희귀한 것인지 아니면 흔한 것인지의 여부는 아직 밝혀지지 않았다고 할 수 있다.

### 일정한 밝기
모든 별들은 광도가 변하는데, 그 변화하는 정도는 별에 따라 폭넓게 차이가 난다. 별들은 대부분 상대적으로 광도가 일정하지만 일부 변광성들은 밝기가 간헐적으로 갑작스러우면서도 큰 폭으로 증가한다. 생명체들에게 있어 이러한 급격한 밝기의 변화는 좋지 않은 영향을 미치기 때문에 변광성들은 생명체를 지닐 수 있는 후보가 되기 어렵다. 확실한 사실은, 특정한 온도 범위에 적응되어 있는 생물들은 극심한 온도 변화를 견딜 수 없다는 것이다. 거기에 밝기의 급격한 변화와 함께 감마선과 엑스선이 방출되는데 이는 생명체에게 치명적이다. 천체의 대기는 이런 유해한 광선의 효과를 줄여 주지만, 변광성 주위를 도는 행성에는 대기가 어머니 항성의 고주파 에너지에 의해 벗겨져 나가고 없을 것이다.
태양은 이런 점에서 지구에게 자비로운 존재이다. 태양 광도의 극대값과 극소값 차이는 11년 간격을 두고 약 0.1 퍼센트이다. 역사적으로 태양의 밝기가 조금만 변해도 지구의 기후에 큰 영향을 미치게 된다는 강력한 증거가 있다. 예를 들어 서기 1500년 경을 전후해서 있었던 소빙하기는 태양 광도가 비교적 긴 기간에 걸쳐 약해진 것 때문에 발생했던 것으로 추측된다. 그러므로 어떤 항성은 생명체 생존에 영향을 끼칠 정도로 극심한 밝기의 변화를 보여서는 안 된다. '태양과 비슷한 항성들' 중 가장 비슷하다고 여겨져 온 전갈자리 18의 경우, 태양에 비해 밝기 변화량이 훨씬 더 큰 것으로 알려져 있다.

### 적절한 중원소의 양
항성을 이루고 있는 물질은 대부분 수소와 헬륨이지만, 이들 외에도 중원소(수소와 헬륨, 리튬보다 무거운 모든 원소를 천문학에서는 중원소라고 부른다)의 양은 항성마다 차이가 크지만 미량 존재한다. 항성에 중원소가 적게 있을 경우, 행성계 생성을 설명하는 태양 성운 이론에 따르면, 이 항성의 주변에 행성이 생길 확률은 줄어든다. 중원소가 적은 별 주위에 행성이 있더라도 질량은 작을 것이며 따라서 생명체가 살기에 적합하지 않을 것이다. 지금까지 외계 행성이 발견된 항성계를 분광학적으로 연구한 결과 높은 중원소 함량과 행성 생성 사이에 연관성이 있음이 입증되었다. 과학자들은 행성을 지니고 있거나 혹은 우리가 현재 찾고 있는 행성과 유사한 천체를 거느리고 있는 항성들은 분명히 행성 동반체가 없는 항성들보다 중원소가 더 많이 포함되어 있다는 사실을 알았다.

## 행성들의 특징

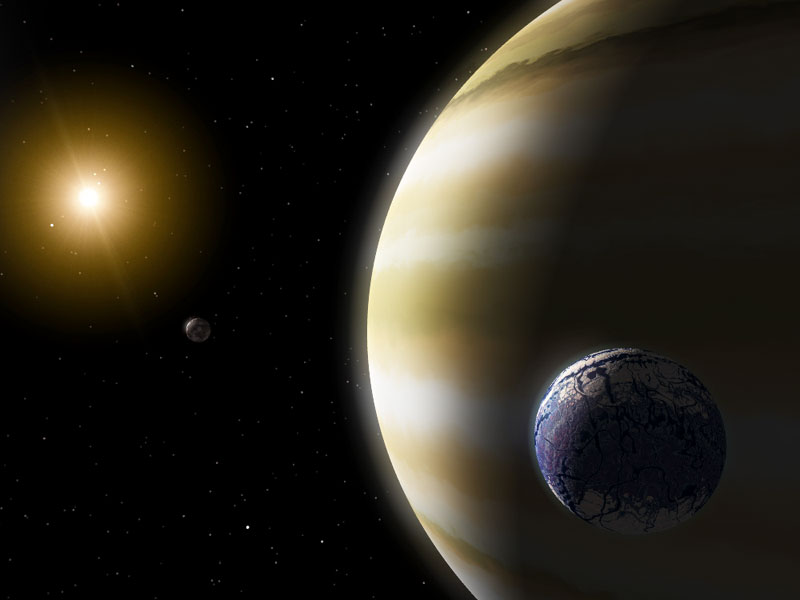
일부 가스 행성들 주위를 도는 위성에는 생명체가 살고 있을지도 모른다.

생명체가 살 수 있는 외계 행성의 조건에서 가장 우선시되는 것은 그 행성이 암석으로 이루어져야 한다는 것이다. 이런 행성들의 질량은 최대 지구의 10배 이하로, 대부분 규소로 된 암석으로 이루어져 있으며, 가스 행성과 같은 수소와 헬륨의 두꺼운 대기를 갖고 있지 않다. 가스 행성의 대기 상층부에 생명체들이 살고 있을 가능성이 전혀 없는 것은 아니지만, 중력이 매우 크고 딱딱한 표면이 없다는 점을 고려하면 생명체가 있을 가능성은 적은 것으로 받아들여지고 있다. 반면 가스 행성들의 위성은 생명체가 살 수 있는 완벽한 후보로 지목되고 있다.
어떤 환경이 생명체가 자라나기에 적합한지를 분석할 때는 세균이나 고균처럼, 간단한 단세포 유기체와 복잡한 동물 사이를 구별짓는다. 모든 생명 트리 이론에서는 다세포 생명체가 탄생하기 위해서 필히 단세포 생명이 먼저 태어나야 하며, 단세포 생명체가 발생한다고 하여 반드시 복잡한 단계로 진행된다는 보장은 없다고 말한다. 아래 나열한 행성 특질들은 일반적으로 생명체 탄생에 중요하다고 여겨지는 요소들이다. 다만 모든 사항들 각각에 대하여, 단세포 생명체에 비해 식물이나 동물과 같은 다세포 생명체들이 태어날 확률은 더 작아짐을 고려해야 한다.

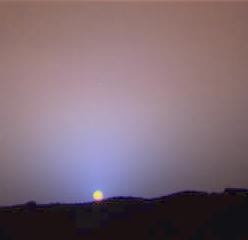
화성의 대기는 지구에 비해 희박하기 때문에, 화성을 지구 궤도로 끌고 온다고 하더라도 지구보다 훨씬 추울 것이다.

### 질량
질량이 작은 행성들은 두 가지 이유 때문에 생명체를 품을 수 있는 후보로 보기 힘들다. 첫째로, 이들은 질량이 작아서 중력이 약하기 때문에, 비록 행성의 자기장이 대기를 유지하는 데 큰 역할을 담당한다고 치더라도, 대기를 안정적으로 표면에 붙잡아 두기 어렵다. 두꺼운 대기가 없는 행성은 원시적 생화학 작용에 필요한 물질이 부족하며, 지표면에는 단열 효과 및 열전달이 거의 발생하지 않고,(예로 화성은 대기가 매우 희박한데, 만약 화성이 지구 정도 거리를 돌고 있었다고 하더라도 지구보다 훨씬 더 추웠을 것이다) 단파장 방사선이나 운석으로부터 지표면이 보호받을 확률도 떨어진다. 거기에 대기 농도가 지구의 0.006배 이하일 경우(대기압 4.56 mmHg, 608 Pa, 0.18 inHG) 물은 액체 상태로 존재하지 못한다. 물이 액체 상태로 존재할 수 있는 온도 범위는 기압이 낮아질수록 좁아진다(기압이 내려가면 물의 끓는점도 내려가기 때문이다).
둘째로, 질량 작은 행성일수록 직경이 작으며 그 결과 큰 행성들과 비교할 때 부피(질량에 비례)에 대비한 표면적의 비율이 높아진다. 예를 들어 지구 직경의 절반 크기 행성은 부피는 지구의 8분의 1이지만 표면 면적은 4분의 1이다. 이런 천체들은 탄생 후 지니고 있던 에너지를 빠르게 잃어버리며 지질학적으로 빨리 죽게 된다(이는 화산 활동, 지진, 판 운동이 일어나지 않는다는 의미이다. 상기 지질학적 활동들은 지각 표면에 생명체가 살아가는 데 필요한 자원을 공급하며, 대기 중에 이산화 탄소를 공급하여 대기 온도가 적정선에서 유지되도록 만들어 준다). 자연 위성들과 같은 가까운 천체들로부터 얻는 조석력은 자전 에너지를 막대한 양의 내부열로 바꿀 수 있다. 이 내부열은 이오와 같이 천체 내부를 뜨겁게 만드는 주원인이 된다. 판 운동은 적어도 지구에 있어서 특히 중요한데, 중요한 화학물질들과 광물들을 순환시키며, 새로운 대륙을 만들어 생물의 다양성을 촉진시키며, 지구 자기장을 만드는 대류층 생성을 돕는다는 점에서 그러하다. 유럽우주국 과학자문위원장 틸만 슈폰은 행성에 생명체가 존재하는 데 필요한 가장 중요한 요인으로 판구조 유무를 들었다.
'질량이 작다'라는 것은 상대적인 표현이다. 지구는 가스 행성들에 비하면 질량이 작아 보이지만, 지구형 행성들 중에서는 반지름과 질량 그리고 밀도가 가장 크다. 지구는 자체 질량만으로 공기를 충분히 붙잡아 둘 수 있으며, 핵은 녹은 상태이기 때문에 지각 표면의 복잡한 지질학적 활동을 지속적으로 유지시켜 준다.(행성 핵 내에 있는 방사성 원소의 붕괴는 행성 내부열의 또 다른 원인이다) 반대로 화성은 거의(또는 완전히) 지질학적으로 죽었으며 갖고 있던 대기 대부분을 잃어버렸다. 그러므로 생명체가 살 수 있는 질량 하한선은 화성과 지구-금성 중간 영역에서 형성된다고 추론하는 것이 합당할 것이다. 그러나 2008년 하버드-스미소니언 천체물리학센터의 한 연구에 따르면 하한선 질량은 훨씬 더 높을 것이라고 했다. 이 주장에 따르면, 지구는 생명체가 살 수 있는 행성질량 하한선 수준의 천체로, 지금보다 질량이 조금 더 작았다면 판 운동은 일어날 수 없었을 것이다. 금성은 지구 질량의 81퍼센트 수준인데 지각 활동의 어떤 흔적도 없다. 역으로 지구보다 질량이 큰 '슈퍼지구'들의 경우 지구보다 더 활발한 지각 활동을 보여줄 것이며, 생명체를 품을 수 있는 범위 내에 넉넉히 들어간다. 예외적인 상황에서는 예외적인 사례도 등장하게 된다. 목성의 위성 이오(지구형 행성들보다 질량이 작다)는 목성과의 기조력으로 인해 화산 활동이 활발하며, 바로 그 바깥을 돌고 있는 유로파는 얼어 있는 지각 아래에 물로 이루어진 바다가 있는데 이 역시 목성의 기조력으로 내부가 녹은 것이다. 반면 토성의 위성 타이탄은 두꺼운 대기를 지녔고, 표면에 있는 액체 메탄에서 생화학 반응이 일어날 가능성이 있다. 이들 위성들은 예외적인 존재이지만, 질량이 생명체 존재 가능성에 확정적인 영향을 미치는 변수가 아님을 보여주고 있다.
마지막으로, 커다란 행성은 커다란 중심핵을 가질 확률이 높다. 중심핵은 자기장을 형성하여 항성풍으로부터 지표면의 생명체들을 보호한다(항성이 발산하는 이온화 입자들은 생명체에게 치명적이다). 행성의 질량이 큰 것 외에도 빠르게 자전하면 자기장이 형성된다.

### 공전과 자전
다른 조건들과 함께 공전, 자전의 안정성은 행성 거주가능성에 미치는 영향에 있어 결정적인 고려 요소이다. 궤도이심률은 행성이 항성에서 가장 가까울 때와 가장 멀 때의 차이이다. 이심률이 클수록 행성 표면 온도 변화량은 커진다. 생명체가 적응력이 좋다고 하더라도 일정량 이상의 온도 변화[행성의 생물학적 용매(지구는 물이다)의 끓는점과 어는점을 뛰어넘어서 온도가 요동치는 경우]에는 견딜 수 없다. 예를 들면 만약 지구 바다가 얼었다가 끓는 것을 반복한다면 우리가 알고 있는 형태의 생명체가 진화해 왔을 가능성은 희박할 것이다. 생명체는 복잡한 구조를 지닐수록 온도 변화에 더욱 민감해진다. 지구의 공전궤도는 거의 원에 가까우며 이심률은 0.02 이하이다. 태양계의 다른 행성(수성 제외)들도 거의 비슷한 수준으로 원에 가까운 궤도로 태양을 돌고 있다.
외계 행성들의 궤도이심률 자료들은 대다수의 과학자들을 놀라게 만들었다. 발견된 행성들 중 90퍼센트가 태양계 내 어떤 행성보다도 큰 이심률을 지니고 있었으며, 이심률 값의 평균은 0.25였다. 이는 생명체가 살 가능성을 막는 요인이 되지만, 어느 정도의 이심률이 생명체 생존에 치명적인지에 관해서는 불분명하다.
행성이 자전축을 기준으로 어떻게 움직이느냐도 생명체 진화 가능성을 판가름짓는 중요한 요소이다. 생명체가 사는 데 필요한 첫 번째 가정은 행성에는 온화한 계절이 형성되어야 한다는 것이다. 황도면 수직에 대해 적도경사각이 거의 기울어져 있지 않거나 아예 기울어지지 않았을 경우 계절은 생겨나지 않을 것이며 생물학적 동력을 자극할 요소는 사라질 것이다. 경사각이 클 때에 비해 행성이 추워질 가능성도 있다. 적도 좁은 영역에 항성의 열복사가 계속될 경우 더운 열기는 행성의 양극으로 움직이지 않게 되며 행성 전체는 극지방의 극한의 기후로 바뀌게 될 것이다.
반대로 행성이 심하게 기울어져 있을 경우 계절 변화는 극심해지며 이 역시 생태계가 항상성을 유지하기 힘들게 만든다. 제4기에 적도 경사각 기울기가 커짐과 함께 극지대 빙하가 감소했으며, 이를 통해 당시 온도가 올라갔고 계절적 변동폭도 함께 줄어들었다. 그렇지만 이 때보다 경사각이 더 커졌을 경우에도 '변동폭 감소' 성향이 지속되었을지는 과학자들도 확실하게 알고 있지 않다(눈덩이 지구 참고).
현 시점에서 이러한 변화가 가져오는 효과는 컴퓨터 시뮬레이션을 통해 추측할 수밖에 없지만, 과학자들은 적도 경사각이 85도까지 기울어지더라도, '대륙이 계절마다 심한 고온에 노출되지 않는다면' 생명체가 살 수 있을 가능성이 완전히 배제되지는 않는 것으로 결론을 내렸다. 적도경사각 뿐 아니라 시간이 흐르면서 경사각 자체가 변화하는 것도 고려해야한다. 지구의 경사각은 21.5 ~ 24.5도 사이를 4만 1천 년 주기로 왔다갔다한다. 보다 극단적으로 변화하거나 혹은 변화 주기가 짧아질 경우, 계절의 변화에 따라 온도가 극심하게 바뀌는 등의 효과를 가져올 것이다.
그 외 궤도에 대해 고려할 점은 다음과 같다.
- 행성은 상대적으로 밤과 낮이 오래 지속되지 않아야 한다(즉 적당히 빠르게 자전해야 한다). 만약 1회 자전하는 데 걸리는 시간이 몇 년이라면 낮의 반구와 밤의 반구 온도차는 극심하게 날 것이며, 이는 마치 극단적인 이심률을 보이는 행성 표면의 온도 변화와 비슷한 효과를 불러 올 것이다.
- 회전축 방향 변화량(세차)은 커서는 안 된다. 세차는 경사 각도가 아니라 방향이 바뀌는 것이므로 그 자체로는 생명체 거주 가능성에 큰 영향을 주지는 않는다. 그러나 세차는 기타 궤도 일탈로 생긴 변화량을 증폭시키는 작용을 한다.(밀란코비치 주기를 참고) 지구 세차는 2만 6천년 주기를 갖는다.

지구의 달은 지구 적도경사각을 안정시켜 지구 기후를 안정되게 형성하는 데 아주 중요한 역할을 하고 있는 것으로 보인다. 이는 생명체 거주가능성 측면으로 볼 때 지구 경사각이 무질서하게 되는 것을 막아 주는 역할을 하고 있을 가능성도 있다. 즉 달과 같은 크기의 위성은 지구 생명체에게 있어 도움이 되는 존재를 넘어 안정적인 기후 조성에 필수적인 존재라는 뜻이다. 이 가설에 대해서는 논쟁의 여지가 있다.

### 지구 화학
보통 외계 생명체는 지구 생명체와 같은 화학적 조성을 보일 것으로 가정한다. 지구상 생명체를 구성하는 네 가지 물질은 크게 탄소, 수소, 산소, 질소로 이들은 우주 공간에 가장 흔한, 화학적으로 반응성을 보이는 원소들이다. 물론 생물에게 필요한 단순한 화합물인 아미노산 등은 운석이나 성간 물질 내에서도 발견되어 왔다. 상기 4원소는 지구 전체 생물량의 96퍼센트를 차지한다. 탄소는 자기 자신을 포함하여 복잡하면서 규모 있는 격자 구조를 형성하는 독특한 능력을 지니고 있어서, 살아있는 세포를 만드는 복잡한 기구에 안성맞춤인 물질이다. 수소와 산소는 물 형태로 생물학적 과정의 용매 역할을 한다(물 속에서 태초의 생명체를 탄생시킨 최초의 반응이 발생했다). 유기 화합물을 산화시켜 이용이 가능한, 탄소와 산소 사이 강력한 공유결합을 구성하는 에너지는, 모든 복잡한 생명체가 살아가는 데 필요한 원동력이다. 이들 4원소는 함께 아미노산을 구성한다. 아미노산은 살아 있는 조직을 구성하는 단백질을 만드는 물질이다.
우주에 있는 원소들의 상대적인 양이 반드시 행성에 있는 물질들의 원소량과 일치하는 것은 아니다. 예를 들어 4원소 중 지각에는 산소만이 풍부하게 존재하고 있다. 이는 4원소 중 수소나 질소 등의 기본적 화합물(이산화 탄소, 일산화 탄소, 메탄, 암모니아, 물)이 따뜻한 온도에서 기체로 된다는 사실로부터 부분적으로 설명할 수 있다. 태양 가까운 뜨거운 곳에서는 이들 휘발성의 화합물들은 행성의 지질적 형성에 큰 영향을 미치지 못한다. 대신 이들은 기체 형태로 새로 만들어진 지각 아래에 붙잡혔다. 지각은 대부분 이산화 규소(규소와 산소의 화합물로, 산소량이 많은 이유이다) 같은 비휘발성의 화합물로 이루어져 있다. 최초로 폭발한 화산에서 뿜어져 나온 휘발성 화합물들은 지구 대기를 형성하는 힘이 되었을 것이다. 밀러-유리 실험은 원시 대기 속에서 에너지를 방출함으로써 단순 화합물이 합성되어 아미노산이 형성될 수 있음을 보여주었다.
그럼에도 화산 활동으로 가스가 분출된 사실만으로는 지구 바닷물의 양을 설명할 수 없다. 생명체에게 필수적인 물 및 탄소의 대부분은 태양의 열이 미치지 않아 고체 상태를 유지 가능한 태양계 외곽 지대에서 왔을 확률이 높다. 태양계 역사 초기 혜성들은 지구를 두들겼으며 이때 혜성에 실려 있던, 생명체에게 필요한 막대한 양의 물 및 기타 휘발성 화합물(아미노산 포함)이 함께 도달했다. 물이 확보되면서 생명의 진화에 박차가 가해졌다.
여기서 생명에게 필요한 4원소가 우주 어느 곳에서나 쉽게 확보될 수 있는 것인가에 대해 의문의 여지가 생기게 된다. 또한 생명체가 살 수 있는 행성계에는 내행성에 휘발성 물질을 공급해 줄 '긴 공전주기를 갖는 천체'가 있어야 할 것이다. 혜성이 없었다면, 지구 위에 우리가 알고 있는 형태의 생명체는 존재할 수 없었을 것이다.

## 다른 항성계의 생명체 존재 가능성
외계 생명체가 있을 가능성을 결정함에 있어 천문학자들은 오랫동안 우리 태양과 비슷한 별들(뜨거운 K형 ~ 차가운 F형)을 관찰해 왔다. 그러나 천문학자들은 태양계와 판이하게 다른 항성계 내에서 생명체가 생겨날 가능성을 연구하기 시작했다.

### 쌍성계
전형적인 예상치에 따르면 모든 항성계들 중 50퍼센트 이상이 쌍성이다. 이는 편향된 표본 선정의 결과일 가능성이 있다. 표본에 해당되는 별들은 밝고 질량이 크며 이들은 보통 쌍성 형태로 존재한다. 그러나 우주에는 이들 밝은 별보다 작고 어두운 별들이 훨씬 더 많으며 이들은 주로 단독성 형태로 존재한다. 따라서 어두운 별들까지를 다 고려하면 우주의 별들 중 3분의 2는 단독성 형태로 존재한다는 결론이 나온다.
쌍성계에서 두 별이 서로 떨어져 있는 거리는 가깝게는 1 천문단위 미만에서부터 멀게는 수백 천문단위까지 된다. 후자의 경우 다른 항성과의 궤도 이심률이 크지 않다면(대표적인 것으로 네메시스가 있다) 반성이 미치는 중력 효과는 미미할 것이며, 행성에 생명체가 살 수 있을 가능성에는 별 영향이 없을 것이다. 그러나 둘 사이가 별로 떨어져 있지 않다면 행성의 궤도는 안정되게 지속되지 못한다. 만약 어떤 행성과 어머니 항성과의 거리가 어머니 항성과 다른 쌍성계 반성 거리의 5분의 1보다 더 멀 경우, 행성의 공전궤도는 안정되게 존속하지 못한다. 중력이 행성 생성을 방해할 것이라는 이론에 입각해 볼 때, 쌍성계에서 행성들이 생겨날 수 있는지에 대해 학자들은 오랜 시간 동안 답을 제시하지 못하고 있었다. 카네기 재단의 앨런 보스는 '쌍성계에서도 단독성계와 마찬가지로 가스 행성들이 태어날 수 있다'라는 가설을 제시했다.
태양에서 가장 가까운 항성계 센타우루스자리 알파의 연구를 통해, 쌍성계도 생명체를 거느릴 후보가 될 수 있다는 주장이 제기되었다. 센타우루스자리 알파 A와 B는 가장 가까울 때 11 천문단위(평균 23 천문단위 떨어져 있음)까지 접근하며 둘은 각각 안정적인 생물권을 형성하고 있다. 시뮬레이션을 통해 오랫동안 안정된 궤도를 형성하는 행성을 작성한 결과, 두 별에서 각각 3 천문단위 반경 이내에 있는 행성들은 안정된 궤도를 유지할 수 있음이 밝혀졌다. 센타우루스자리 알파 A의 생물권은 1.2 ~ 1.3 천문단위, B는 0.73 ~ 0.74 천문단위로, 이는 안정된 궤도 범위 내에 넉넉히 들어가는 거리이다.

### 오렌지색 왜성계
K형 주계열성은 태양에 비해 상대적으로 덜 무겁고 어둡고 차갑다. 그러나 앞서 서술한 쌍성계나 아래 적색 왜성계에 비하면 태양과 보다 비슷하여 생명 탄생에 유리한 환경이 형성된다. K형 별 주위 생물권은 태양보다 별에 가깝고 좁으나 주계열 단계에 오랫동안 머무르는 중심별 덕택에 그 범위가 오랫동안 별로부터 멀어지지 않고 유지되어 진화에 필요한 시간을 충분히 확보해 준다.

### 적색 왜성계

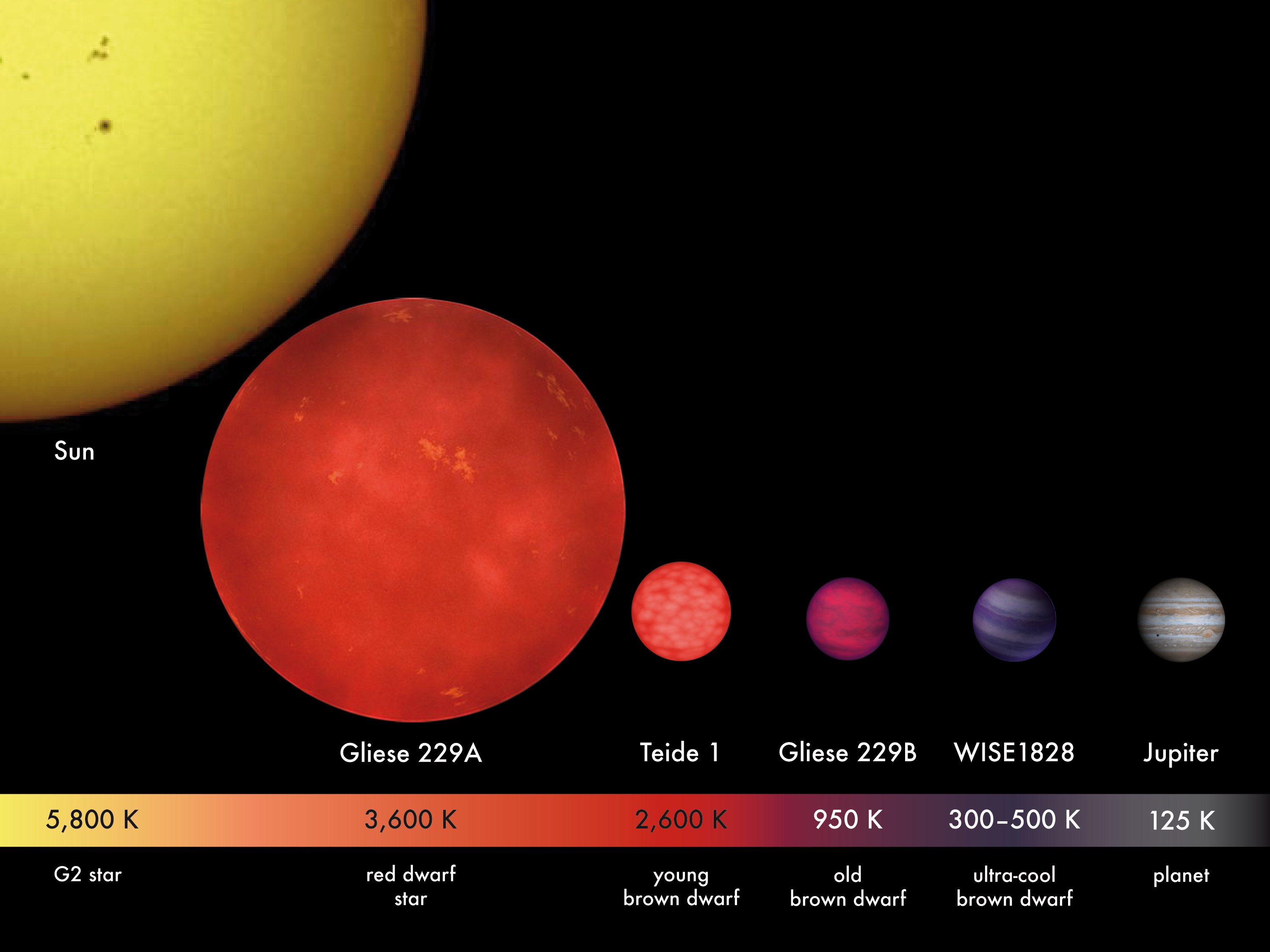
광구 온도에 따른 상대적인 항성들의 크기. 이 그림에 나온 것과 같은 적색 왜성 주위에 있는 행성에서 지구와 비슷한 온도가 유지되려면, 조석 고정과 같은 장애를 극복해야 한다. 오릴리아와 블루 문 문서를 참고할 것.

적색 왜성은 질량이 작고 태양에 비해 뿜는 에너지의 양이 작아 지구와 비슷한 수준의 온도가 형성되려면 그 행성은 어머니 항성에 매우 가까이 붙어 돌아야 한다. 여기에 항성의 조석력 때문에 행성의 자전이 멈추는데다 변덕스러운 어머니 별의 밝기 변화 때문에 지구와 같은 생태계가 존속하기 힘들다는 비관론이 우세했다. 그러나 이후 특정 조건을 만족할 경우 생명체가 존속할 수 있다는 낙관론도 형성되었다. 또한 적색 왜성은 보다 뜨거운 분광형 별들에 비해 매우 오래 살기 때문에 생명체가 진화하는 데 필요한 시간을 충분히 준다는 장점이 있다.

## 그 외에 고려할 점

### '선량한 목성'
'선량한 목성'은 태양계의 목성처럼 어떤 항성의 HZ에서 적당히 떨어져서 내행성의 궤도를 망가뜨리지 않는 동시에, 원에 가까운 공전궤도를 그리는 가스 행성을 뜻한다. 선량한 목성이 되기 위한 조건은 두 가지이다. 첫째로 내행성의 궤도를 질서있게 유지시켜 기후가 안정되게 형성될 수 있도록 도와주어야 한다. 둘째로 파국적인 충격을 안겨 줄 수 있는 혜성이나 소행성과의 충돌로부터 내행성들을 보호해야 한다. 목성은 지구-태양 거리의 약 다섯 배 정도 떨어진 곳을 돌고 있다. 이 정도 거리가, 외계 행성계에서 선량한 목성이 있을 법한 장소일 것이다. 1994년 슈메이커-레비 제9혜성과 목성의 충돌 사건을 통해, 목성이 '지구의 수호자'임을 생생하게 알 수 있었다. 만약 목성이 이 혜성을 중력적으로 붙잡지 않았다면, 슈메이커-레비 9는 내행성 궤도로 들어와 지구에 충돌했을 것이다.
태양계 생성 초기 목성의 역할은 지금과는 차이가 있었다. 목성은 소행성대 천체들의 궤도 이심률을 크게 만들어서 이들 중 많은 숫자가 지구 궤도와 교차하게 만들었으며, 이들 소행성들은 지구에 중요한 휘발성 물질들을 공급했다. 지구 질량이 지금의 절반에 이르기 전 목성에서 토성 지역에 있던 얼음 덩어리들과 작은 천체들은 목성의 중력적 섭동(토성도 여기에 일정량 기여를 했다)을 통해 지구에 물을 공급했다. 따라서 현재 목성이 지구를 소행성 폭격에서 보호하는 역할을 한다면, 과거 목성은 생명체에게 필수적인 물질들을 지구에 공급해 주는 역할을 했다.
반대로 생물권 근처를 돌고 있지만 그보다 안쪽을 돌지는 않거나(예로 큰곰자리 47이 있다), 주성에 대한 반성의 궤도가 주성의 생물권을 통과하는 경우(백조자리 16) 생명체가 항성계에서 태어나기는 매우 어렵게 된다.

### 은하 내 이웃들
과학자들은 은하 내에 생명체가 태어날 확률이 다른 곳보다 더 높은, 특정한 지역(은하 거주가능지역이라고 부른다)이 있다고 주장해 왔다. 우리가 살고 있는 태양계는 우리 은하 가장자리 오리온 팔에 속해 있으며, 생명체가 살기에 적합한 장소로 보인다.
은하 내에 생명체가 태어나기에 적합한 환경이 되려면 다음과 같은 조건들을 만족해야 한다.
- 구상 성단과 같이 별의 밀도가 높은 곳이어서는 안 된다. 이런 환경에서는 강력한 복사 에너지와 중력이 행성계에 부정적인 영향을 끼친다. 또한 구상 성단의 별들은 나이가 많고 중원소 함량이 적다.
- 활성 감마선을 뿜는 천체 근처에 있으면 안 된다.
- 은하 중심부여서는 안 된다. 이 곳에서는 별들의 밀도가 높기 때문에 이온화 복사 가능성(마그네타와 초신성 등)이 늘어난다. 초대질량블랙홀이 은하 중심부에 있다고 추측되는데, 이는 근처에 있는 모든 천체들을 위험에 빠뜨릴 수 있다.
- 항성은 은하 중심에 대해 원에 가까운 궤도를 그리면서 공전해야 한다. 태양의 궤도 역시 우리 은하 중심에 대하여 원에 가깝다. 이 경우 항성은 은하의 나선팔 내(여기는 강한 복사 에너지 및 중력적 섭동의 원인이 되는, 밝고 뜨거운 항성들이 많이 존재한다)로 진입할 확률이 적어진다.[42]

따라서, 상대적으로 '외로운' 것이 생명체를 품는 항성계가 갖춰야 할 주변 환경의 조건이다. 만약 태양이 별들이 빼곡하게 있는 곳에서 태어났다면, 위험한 복사 에너지원과 가까이 위치했을 가능성이 지금에 비해 훨씬 더 높았을 것이다. 게다가 이웃 항성이 근처에 있을 경우 오르트 구름이나 카이퍼 대와 같은 소천체의 궤도가 망가져서, 내행성 쪽으로 방향을 바꾸어 대재앙을 초래할 가능성이 커진다.
항성으로 붐비는 곳이 생명체 생존에 불리한 것은 사실이지만, 반대로 너무 없는 곳도 생명체가 살기에 부적합한 곳임은 마찬가지이다. 태양처럼 중원소가 풍부한 별은 은하계 최외곽 지대(이 곳에서는 일반적으로 항성이 태어나지 않고 따라서 중원소 함량도 적다)에서는 태어나지 않는다. 따라서 '약간 벗어난 외곽 지대' 즉 우리 태양계가 은하 내에서 자리 잡고 있는 부근 정도가 은하계 바깥쪽이나 중심부보다 생명이 태어날 확률이 높은 장소가 된다.

### 생명체 자신이 미치는 영향
생명체의 탄생을 촉진하는 추가적인 요소로 생명체 자신을 들 수 있다. 이는 만약 생명이 한 번 태어나면 스스로 주변 환경을 살아가기에 적합한 상태로 바꿔 나가게 된다는 가설 하에 나온 것이다. 지구의 경우 멀게는 시아노박테리아에서부터 가깝게는 식물들이 산소를 생산하여 지구 대기 조성을 급격하게 바꾼 사실을 들 수 있다. 이 산소는 이후 등장하는 동물종의 호흡에 필수적인 요소가 되었다.
생명체와 거주 가능성 사이의 상호작용은 이후 여러 가지 방법을 통해 연구되어 왔다. 가이아 가설(1975년 제임스 러블락이 창시한, 지구 생물권에 대한 과학적 모형)은 생명체는 자신의 생존에 가장 유리하도록, 스스로 행성의 환경을 형성 및 유지시킨다고 주장한다. 심지어 행성계 전체가 하나의 유기체처럼 행동한다고 말하기까지 한다. '가장 탁월한 생명체'는 대기, 물, 토양의 조성을 자신들의 생존 확률이 보다 높은 방향으로 바꾸어 간다는 것이다. 이는 생태학 법칙의 연장선상에 있는 것으로, 논란거리이다.
생물상에 의해 제기된 이 주장은 비과학적이며 검증이 불가능하다는 비판을 받기도 한다. 그러나 주류 과학자들은 러블락이 암시한 목적론을 받아들이지 않았음에도, 러블락의 주장과 관련 있는 결론에 이르게 되었다. 데이비드 그린스푼은 '살아있는 세계 가설'을 주장했는데, 이는 어떤 행성에 이미 존재하고 있는 생명체와, 그들의 거주 가능성에 대한 이해를 떼어 생각할 수 없다는 것이다. 이 가설에서는 지질학적, 기상학적으로 살아 있는 행성은 생물학적으로도 살아 있고, 행성과 거기에 살고 있는 생명체는 함께 진화해 나갈 것이라고 말하고 있다.
2004년 천문학자 기엘르모 곤잘레스와 철학자 제이 리처즈의 저서 The Privileged Planet에는, 어떤 행성의 생명체 거주가능성과, 그 행성을 제외한 나머지 우주를 관측한 결과 사이 관계를 검토하고 있다. 이 책은 지적 설계를 주장하는 것과, 과학적 신뢰도가 낮다는 이유로 비판을 받았다.

### 미소 서식 환경
행성 생명체 거주 가능성 탐사에 있어 또 다른 복잡한 요인으로, 생태계가 행성의 전 표면에 걸쳐서 존재하는 것이 아니라 일부분에만 형성되어 있을 가능성이 있다. 우주생물학자들은 종종 이러한 가능성을 '미소 서식 환경'이라고 부른다.
예를 들면 대기가 없는 어떤 행성 깊은 단층 속 그늘진 곳이나 화산 동굴 속에 생태계가 형성되어 있을 가능성이 있다. 저명했던 천문학자 칼 세이건은 이 개념을 태양계에 적용하여, 1976년 논문을 통해 목성의 대기 상층부에 유기체가 살고 있을 가능성을 피력했다. 그러나 목성에는 딱딱한 표면이 없기 때문에 생명체가 존재할 가능성은 거의 없다.

## 같이 보기
- 오릴리아와 블루 문
- 적색 왜성
- 행성의 정의
- 드레이크 방정식
- 외계 생명
- 희귀한 지구 가설
- 지구형 행성 탐사기
- 테라포밍

## 참고 문헌
- 2004년 우주생물학 사이언스 컨퍼런스 요약본.
- Cohen, Jack and Ian Stewart. Evolving the Alien: The Science of Extraterrestrial Life, Ebury Press, 2002. ISBN 0-09-187927-2
- Stephen H., Dole (1970). 《Habitable Planets for Man》 2판. American Elsevier Publishing Co. ISBN 0-444-00092-5.
- Martyn J. Fogg, ed. "Terraforming" Journal of the British Interplanetary Society, 1991년 4월
- Fogg, Martyn J. Terraforming: Engineering Planetary Environments, SAE International, 1995. ISBN 1-56091-609-5
- Gonzalez, Guillermo and Richards, Jay W. The Privileged Planet, Regnery, 2004. ISBN 0-89526-065-4
- Grinspoon, David. Lonely Planets: The Natural Philosophy of Alien Life, HarperCollins, 2004.
- Lovelock, James. Gaia: A New Look at Life on Earth. ISBN 0-19-286218-9
- Schmidt, Stanley and Robert Zubrin, eds. Islands in the Sky, Wiley, 1996. ISBN 0-471-13561-5
- Ward, Peter and Donald Brownlee. Rare Earth: Why Complex Life is Uncommon in the Universe, Springer, 2000. ISBN 0-387-98701-0